# Chi Thằn lằn bay không răng
Chi Thằn lằn bay không răng (danh pháp khoa học: Pteranodon; từ Hy Lạp πτερ- "cánh" và αν-οδων "không răng"), từ Creta muộn (tầng Cognac-tầng Champagne), là chi thằn lằn bay sống cách đây 89,3-70,6 triệu năm trước ở Bắc Mỹ (Kansas, Alabama, Nebraska, Wyoming và Nam Dakota), là một trong những chi thằn lằn bay lớn nhất với sải cách lên đến 6 mét (20 ft).
Pteranodon không phải khủng long. Theo định nghĩa, khủng long thuộc về Saurischia và Ornithischia, Pteranodon nằm ngoài hai nhóm này. Tuy nhiên, Pteranodon thường xuyên xuất hiện trong các cuốn sách về khủng long.